# Exponential Technology
Az Exponential Technology egy amerikai mikroelektronikai cég volt az 1990-es években, amely PowerPC mikroprocesszorokat tervezett és forgalmazott. A céget George Taylor és Jim Blomgren alapította 1993-ban. A vállalat terve az volt, hogy BiCMOS (bipoláris CMOS) technológiával készülő nagyon gyors processzorokat állítson elő, amelyeket az Apple Computer piacán forgalmaz. A tervekben alkalmazott logika 3 szintű ECL áramköröket használt (közös földpontú, single-ended a vezérlési logikához, és differenciális az adatutakhoz), míg a RAM-struktúrákban CMOS-t használtak. A vállalat neve eredetileg Renaissance Microsystems volt. A cég vezérigazgatója Rick Shriner volt. A cég által tervezett lapkákat a Hitachi gyártotta.
Termékük, az Exponential X704 jelű mikroprocesszor, a bejelentés szerint 533 MHz-es sebességen futott volna, de a termék első verziója csak körülbelül 400 MHz-es sebességet ért el, ami még így is jelentősen gyorsabb volt, mint a Macintosh számítógépekben akkoriban használt 233 MHz-es PowerPC 604e. 
Az alacsonyabb órajelfrekvencia a kis méretű első szintű gyorsítótárakkal párosítva jó, de nem kiemelkedő teljesítményű rendszereket eredményezett. 
Ezzel érvelve a Motorola – az Apple hagyományos processzor-szállítója – képes volt meggyőzni a számítógépgyártót arról, hogy a Motorola jövőbeli ütemterve szerint hasonló teljesítményű processzorokkal fog előállni, és az Apple számára kockázatos lehet egy kis induló vállalkozásra támaszkodni a kritikus technológia tekintetében.
Az Apple akkoriban pénzügyi problémákkal küszködött, ezért az Exponential forgalmazni kezdte az eszközt az Apple Macintosh klóngyártóinak is, például a Power Computing és az UMAX Technologies cégeknek, amik Power Mac klónokat kínáltak.
Az egyéb piacokon való megjelenés érdekében egy második tervezőcsapatot is alakítottak, Paul Nixon vezetésével a texasi Austin városában, melynek feladata egy BiCMOS technológiájú Intel x86-os processzor tervezése volt.
Mivel az Apple úgy döntött, hogy megszünteti a Macintosh-klónok piacát, az Exponential termékeinek (processzorainak) lehetséges vásárlói elfogytak. A vállalat 1997-ben megszűnt, bár a Paul Nixon által vezetett texasi tervezőcsapat EVSX néven tovább folytatta tevékenységét. Az EVSX 2000-ben Intrinsity, Inc.-re változtatta a nevét, és ezt az Apple 2010-ben felvásárolta.

## Fordítás
Ez a szócikk részben vagy egészben  az   Exponential Technology című angol Wikipédia-szócikk ezen változatának fordításán alapul.  Az eredeti cikk szerkesztőit annak laptörténete sorolja fel. Ez a jelzés csupán a megfogalmazás eredetét és a szerzői jogokat jelzi, nem szolgál a cikkben szereplő információk forrásmegjelöléseként.